# Teti (Nereide)
Teti o Tetide (in greco antico: Θέτις?, Thétis), è un personaggio della mitologia greca.
Era la più bella delle Nereidi, le ninfe dei mari figlie di Nereo e Doride, discendenti da Oceano. 

## Nella mitologia

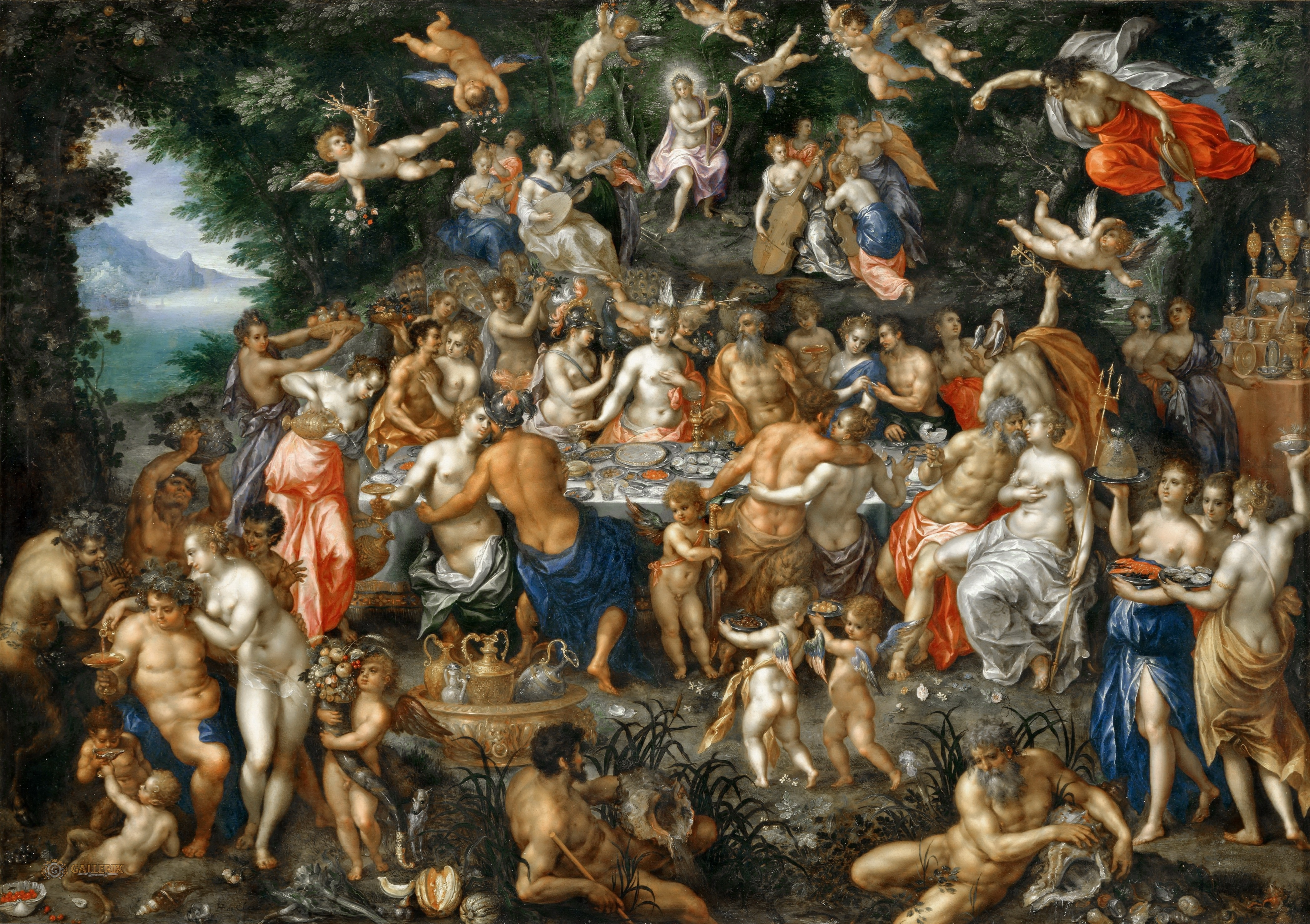
Il banchetto degli dei alle nozze di Peleo e Teti, Hendrick de Clerck (XVII secolo).

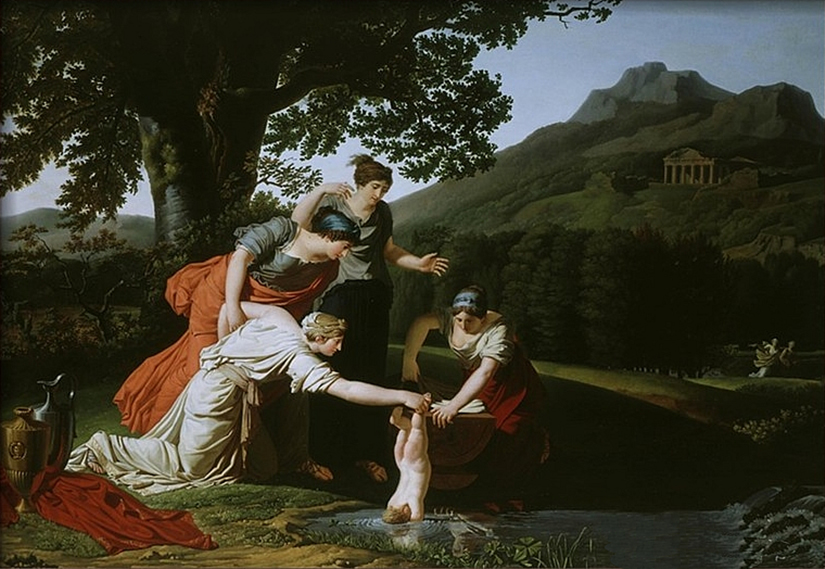
Teti immerge Achille nel fiume Stige, Antoine Borel.

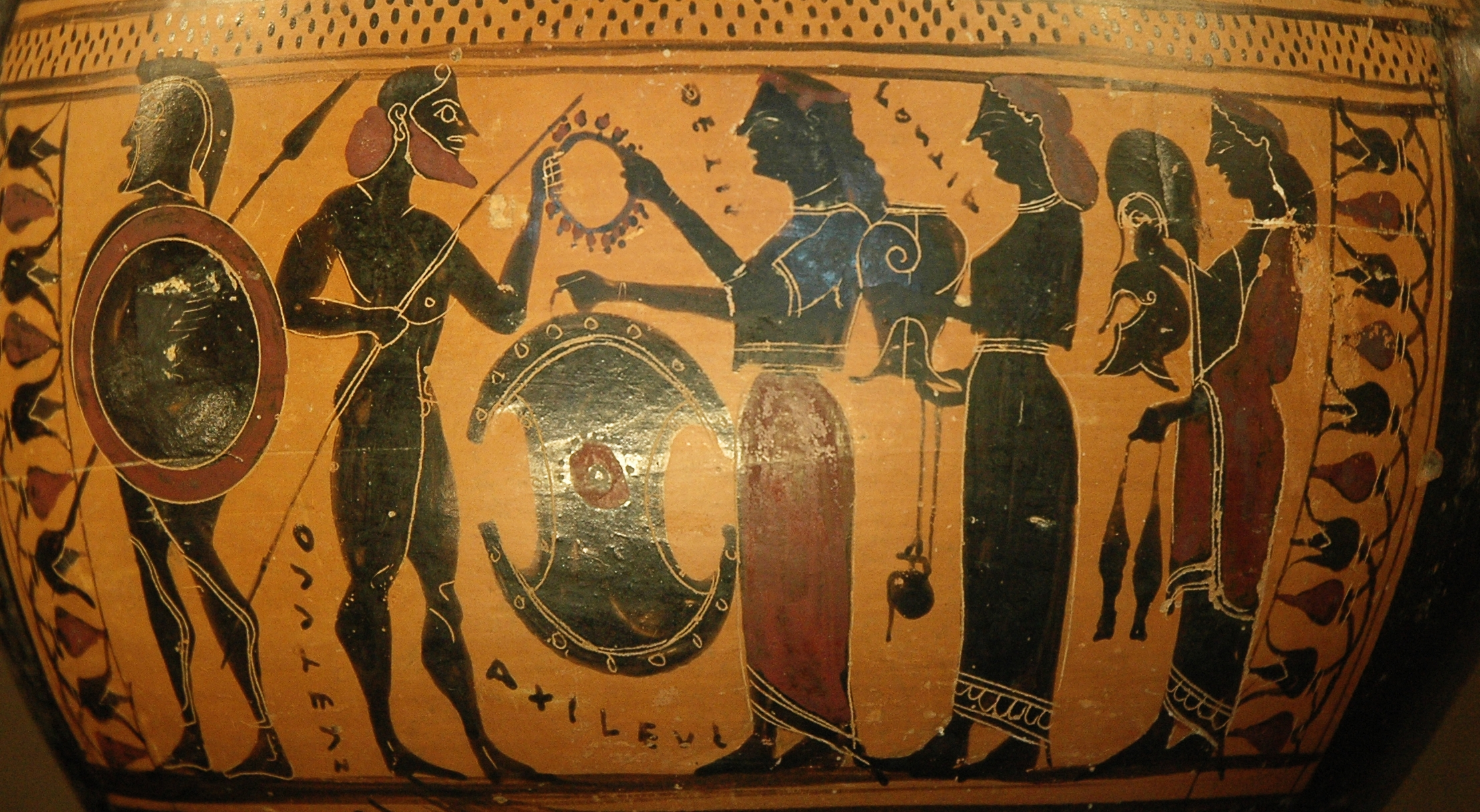
Vaso attico a figure nere rappresentante Teti che consegna al figlio le armi forgiate da Efesto.

La titanide Temi predisse in una profezia che Teti era destinata a dare alla luce un figlio che sarebbe divenuto più potente, intelligente e ambizioso del padre. Climene confidò il segreto al figlio Prometeo. Quando Zeus e Poseidone si innamorarono di lei, Prometeo capì che sarebbe stata una disgrazia per l'Olimpo, chiunque fosse stato a darle quel figlio che avrebbe superato il padre; conoscendo questa preziosa informazione e temendo che le sorti di Urano e Crono si potessero ripetere con Zeus, Prometeo allora rivelò a Zeus il segreto in cambio della propria liberazione dal castigo a cui il dio lo aveva condannato.
Poseidone ne fu informato a sua volta ed entrambi rinunciarono a possederla, destinandola a un matrimonio con i mortali, lasciando così al mondo degli uomini il destino ineluttabile di essere superati dal proprio figlio. Peleo, re di Ftia, dopo molte fatiche, poiché la divina Teti per sfuggirgli si mutava in bestie feroci e mostri spaventosi, riuscì ad averla in sposa. Il forzato matrimonio fu celebrato sull'Olimpo alla presenza di tutti gli dei. La dea della discordia Eris, unica degli dei a non essere stata invitata, in quella occasione lanciò il pomo d'oro che sarebbe poi stato oggetto del giudizio di Paride, causa della guerra di Troia.
Dall'unione di Teti e Peleo nacque Achille, il quale, nell'Iliade, si sfoga più volte con la madre trovando conforto nelle sue parole. Teti intervenne in aiuto del figlio principalmente in due occasioni: la prima, quando immerse il neonato nel fiume Stige, rendendolo invulnerabile tranne che nel tallone (per immergere Achille, la madre dovette tenerlo per il tallone, che rimase così l'unica parte vulnerabile: da qui la definizione di tallone di Achille); la seconda, quando chiese a Efesto di forgiare le armi per il suo combattimento contro Ettore. Inoltre, secondo alcune tradizioni, vendicò la morte del figlio uccidendo Elena, allorché la donna ritornava a Sparta col marito Menelao. In seguito, in Tessaglia, Teti uscì vincitrice da una gara di bellezza che la vide opposta a Medea e a cui prese parte, come arbitro, Idomeneo, re di Creta.
Teti rimase coinvolta anche in alcune altre vicende divine: con sua sorella Eurinome accolse amorevolmente nelle acque del mare il piccolo Efesto, quando questo dio venne respinto da sua madre Era e scagliato giù dall'Olimpo. Una volta cresciuto, per ringraziarla, il fabbro divino creò dei magnifici gioielli per Teti e sua sorella. Quando in una occasione Era li vide addosso alla nereide, glieli invidiò e chiese quale bravissimo artigiano orafo li avesse creati. Di fronte alla regina degli dei, Teti fu costretta a rivelare che l'artefice di tali opere non era altri che Efesto, il figlio da Era stessa respinto. Perciò Era chiese a Teti di informare Efesto che lo voleva rivedere.
In greco il suo nome (Θέτις, Thétis) si differenzia chiaramente da quello di Teti la Titanide (Τηθύς, Tēthýs), ma probabilmente entrambe derivano da una stessa divinità delle acque di un culto più antico.

## Nell'arte
- Tramonto del sole di François Boucher (1752).